# La Nuit, un rôdeur

La Nuit, un rôdeur (The Night, the Prowler) est un film australien réalisé par Jim Sharman, sorti en 1978.

## Fiche technique
- Titre : La Nuit, un rôdeur
- Titre original : The Night, the Prowler
- Réalisation : Jim Sharman
- Scénario : Patrick White d'après sa pièce
- Production : Anthony Buckley
- Musique : Cameron Allan
- Photographie : David Sanderson
- Pays d'origine : Australie
- Format : Couleurs - Mono
- Genre : Comédie dramatique
- Durée : 90 minutes
- Date de sortie : 1978

## Distribution
- Ruth Cracknell : Doris Bannister
- John Frawley : Humphrey Bannister
- Kerry Walker : Felicity Bannister
- John Derum : John
- Maggie Kirkpatrick : Madge Hopkirk
- Terry Camilleri : le rôdeur